# 奥托·贝斯海姆
奥托·贝斯海姆（德語：Otto Beisheim，1924年1月3日—2013年2月18日）是一位德国商人，他是麦德龙（Metro AG）的创始人，他拥有该公司20%的股本，使他在《福布斯》杂志2012年个人财富排行榜上名列第344位，约拥有36亿美元。

## 生平
贝斯海姆出生于魏玛共和国威斯特法伦省埃森（今北莱茵-威斯特法伦州）。第二次世界大战期间，他曾参战，加入党卫军第1师阿道夫·希特勒的警卫旗队，曾在库尔斯克战役负伤。
他是利奥·基希的密友，也是该国商界最有影响力的人物之一。1964年，贝斯海姆被任命为Metro AG的首席执行官，并通过引入现购自运模式将其转变为一家国际成功的零售公司。施密特-鲁森贝克（Schmidt-Ruthenbeck）家族和哈尼尔（Haniel）家族与贝斯海姆（Beisheim）一起是麦德龙的平等股东，直到1996年公司公开发行为止。
2013年2月18日，貝斯海姆在德國羅塔赫-埃根的家中自殺。貝斯海姆集團發表聲明稱，貝斯海姆在被診斷出患有絕症後選擇了結束自己的生命。貝斯海姆非常注重隱私，很少出現在公眾視野中。據報道，即使在公司的股東大會上，他有時也會偽裝成穆勒的名字。